# Tau Puppis
Désignations
Tau Puppis (τ Pup / τ Puppis) est une étoile binaire de troisième magnitude de la constellation de la Poupe. Elle est située à environ 185 années-lumière de la Terre.
Tau Puppis est une binaire spectroscopique, où la présence de l'étoile secondaire est révélée par le déplacement des raies d'absorption dans le spectre de l'étoile par effet Doppler. Les deux composantes complètent une orbite l'une autour de l'autre avec une période de 1 066 jours (soit 2,9 ans) et une faible excentricité de 0,090. L'étoile primaire du système est une géante orange de type spectral K1III.